# Skorkov (district de Havlíčkův Brod)
Pour les articles homonymes, voir Skorkov.
Skorkov (en allemand : Skorkau) est une commune du district de Havlíčkův Brod, dans la région de Vysočina, en République tchèque. Sa population s'élevait à 87 habitants en 2020.

## Géographie
Skorkov se trouve à 10 km à l'est-sud-est de Humpolec, à 14 km au sud-ouest de Havlíčkův Brod, à 15 km au nord-ouest de Jihlava et à 98 km au sud-est de Prague.
La commune est limitée par Herálec au nord, par Úsobí à l'est, par Zbinohy au sud, et par Větrný Jeníkov et Slavníč à l'ouest.

## Histoire
La première mention écrite de la localité date de 1379.